# 椒园镇 (宣恩县)
椒园镇，是中华人民共和国湖北省恩施土家族苗族自治州宣恩县下辖的一个乡镇级行政单位。

## 行政区划
椒园镇下辖以下地区：
椒园村、水田坝村、石马村、锣圈岩村、凉风洞村、白泥坝村、黄坪村、龙洞村、红岩卡村、三河沟村、香树林村、店子坪村、庆阳坝村、老寨溪村、新茶园村、土皇坪村、洗草坝村、石家沟村、龙潭溪村、荆竹坪村和水井坳村。

## 中国传统村落
2012年，庆阳坝村被评为首批“中国传统村落”。